# Europa
|  | Aquest article tracta sobre el continent. Vegeu-ne altres significats a «Europa (desambiguació)». |

Europa (del nom de la princesa fenícia Europa, filla d'Agenor que, d'acord amb la mitologia grega, va ser segrestada per Zeus) és un dels continents de la Terra. Comprèn els territoris del supercontinent eurasiàtic, des de la serralada dels Urals (que la separa d'Àsia) fins a l'oceà Atlàntic, i al sud-est les muntanyes més meridionals del Caucas, la mar Negra, el Bòsfor, la mar de Màrmara, l'estret dels Dardanels i l'Egea, més enllà de les quals es troba el continent asiàtic, mentre que la mar Mediterrània i l'estret de Gibraltar la separen d'Àfrica. També inclou les illes més properes (entre les quals destaquen Islàndia, les illes Fèroe, la Gran Bretanya i Irlanda a l'Atlàntic; i Sicília, Sardenya, Còrsega, Creta i les Balears a la Mediterrània.
Segons l'historiador anglès Eric Hobsbawm, l'extrem occidental del gran continent eurasiàtic s'ha classificat com a continent, en part, per mitigar l'estereotip que Rússia era Àsia i calia remarcar la pertinença de Rússia a Europa. Al segle xviii, un historiador i geògraf rus, V. N. Tatísxev, dibuixà la línia de separació entre Europa i Àsia: dels Urals fins a la mar Càspia i el Caucas. Els continents poden ser a la vegada tant entitats geogràfiques com construccions històriques.
Europa és el segon continent més petit del món en àrea de superfície, amb uns 10.180.000 quilòmetres quadrats, o un 2% de la superfície de la Terra, i aproximadament un 6,8% de la seva àrea terrestre. Dels aproximadament cinquanta estats d'Europa, Rússia és el més gran, tant en àrea com en població, mentre que la Ciutat del Vaticà n'és el més petit. Europa és el quart continent més poblat després d'Àsia, Amèrica i Àfrica, amb una població de 890 milions de persones, o un 11% de la població del món. Tanmateix, segons les estimacions mitjanes de les Nacions Unides, la proporció d'Europa podria caure a un 7% cap a l'any 2050.

## Concepte i nom

### El naixement d'Europa
Europa, com a unitat històrica, es va gestar a l'edat mitjana. Després de la Segona Guerra Mundial, Marc Bloch i Lucien Febvre, historiadors francesos i dirigents principals de l'escola dels Annales, en foren dos dels principals defensors. Tot i que en aquell moment, quasi ningú n'era conscient, fins i tot en l'actualitat, no tothom veu clara aquesta “unitat”. Entre els segles IV i XV, però, les transformacions de tota classe, les migracions i els nous poders, van fer transformar el món antic mediterrani en una cultura comuna basada en la religió i l'origen llatí de la llengua, i es van posar els fonaments d'aquesta nova Europa amb la interacció de les diferents societats d'Occident en els àmbits econòmic, cultural i polític. Curiosament, la influència sempre es va produir d'Orient a Occident, és el que s'ha anomenat translatio imperii i translatio estudii, dels quals ja parlava l'escriptor Chrétien de Troyes (c.1135-c.1190) en el pròleg del seu romanç Cligés.
També va sorgir el problema principal de com aconseguir aquesta unitat tenint en compte la gran diversitat. Lucien Febvre, a la fi de la Segona Guerra Mundial, feia aquesta reflexió sobre Europa:
| «                     | No anomeno Europa una divisió geogràfica del globus. […] A cap etnòleg se li ha acudit mai parlar d'una ètnia europea, ni substituir la diversitat ètnica més prodigiosa per una unitat imaginària. […] Ens hem de preguntar si està destinada a fer-se realitat o condemnada a continuar sent un somni. […] Anomeno Europa, senzillament, una unitat històrica. […] creació de l'edat mitjana; una unitat històrica que, com totes les altres unitats històriques, s'ha format ajuntant diversitats. | » |
| — Lucien Febvre, 2001 | |   |

Al segle xi, l'Església va tenir un paper fonamental en el procés de creació d'aquesta Europa incipient. Tres fets van contribuir a la unificació d'aquest territori: la reforma gregoriana, que pretén unificar el culte en l'Església, el desenvolupament de l'orde de Cluny, amb l'expansió de més de 2.000 monestirs benedictins federats per tot Occident, i les conseqüències de l'acció de les croades. Aquest últim fet fou de gran importància en l'expansió de la cristiandat, però al mateix temps definí la delimitació de les fronteres cristianes: allà on no hi havia cristiandat no era Europa. La seva acció no sols va incidir a les terres d'Orient, sinó que també va actuar a la Catalunya Nord contra el càtars i al sud de la península Ibèrica sota domini musulmà.

### El mite de l'origen d'Europa
Un dia, mentre collia flors, Zeus veié Europa i se n'enamorà perdudament. Aleshores el déu es transformà en un brau blanc i s'hi acostà. La princesa, encuriosida per aquell magnífic brau de pell extraordinàriament blanca, s'atansà per acariciar-lo. Aleshores el brau la feu muntar al seu damunt i fugí cap a la mar. Finalment la retornà a la platja però en comptes de les costes fenícies, Zeus se l'havia endut a Creta. Un cop allà, el déu li revelà la seva identitat i feren l'amor. De la seva unió nasqueren Minos, Radamant i Sarpedó. Zeus la cedí a Asteri, rei de Creta, amb qui ella es casà i per la qual cosa obtingué la sobirania sobre l'illa. Va gaudir dels honors de dea amb el nom d'Hellotis o Hellotia.
El rapte d'Europa i la fugida cap a Creta inspirà el nom del continent europeu. En totes les llengües romàniques, en les llengües germàniques, en hongarès, i en les eslaves que utilitzen l'alfabet llatí el continent s'anomena Europa, o un mot molt semblant, a causa de petites diferències en l'ortografia. Aquest també és el nom en llatí i en grec.
En les obres d'Homer, Ευρώπη és una reina mitològica de Creta i no una definició geogràfica. Més tard, la paraula va passar a significar 'Grècia continental' i des de l'any 500 aC el seu significat conté tota la terra al nord de la Mediterrània.

### Etimologia
L'anàlisi més estesa d'aquesta paraula la considera una composició de les paraules gregues eurys ('ample') i ops ('rostre'), però es tracta sens dubte d'una etimologia incerta. Alguns lingüistes pensen que ve de la paraula semítica Èreb, que era la personificació de la foscor i les ombres (occident). Des d'una perspectiva asiàtica o mitjanaoriental, el sol es pon efectivament a Europa, la terra a l'oest, o occident.

## Història

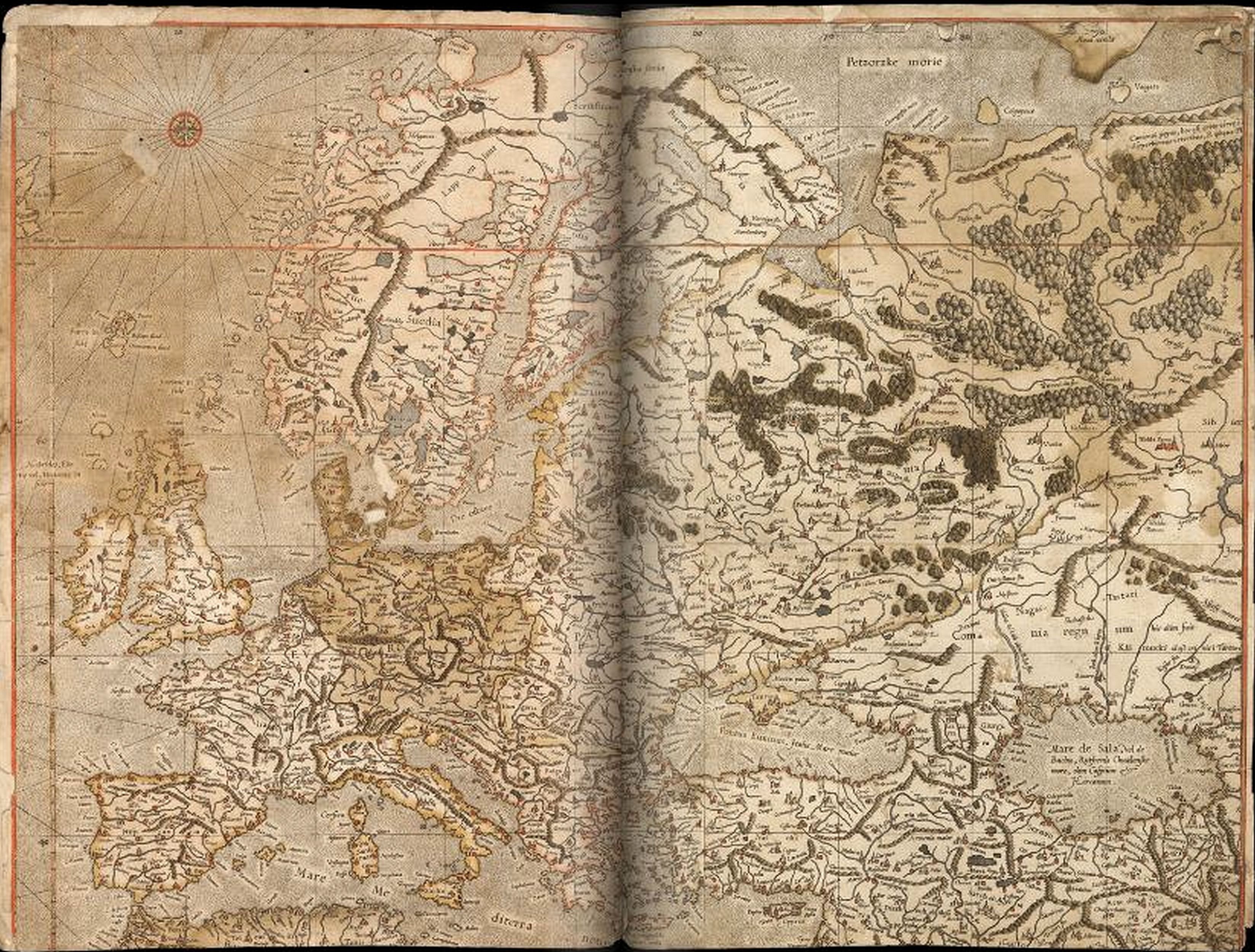
Mapa d'Europa de Gerardus Mercator

L'humà de Neandertal és considerada l'única espècie humana autòctona d'Europa. Aquesta espècie es trobava ja a Europa quan va arribar l'humà de Cromanyó (Homo sapiens), espècie a què pertany tota la humanitat actual. Aquestes dues espècies humanes van conviure durant força temps fins a l'extinció de l'humà de Neandertal, probablement a causa de la competència amb l'humà de Cromanyó, si bé encara hi ha nombrosos interrogants sobre els neardertals i la seva extinció. D'altra banda, si durant un temps semblava provat que no havia existit encreuament reproductiu entre ambdues espècies, en l'actualitat una part dels científics considera com a molt probable aquesta hibridació, sempre amb un component majoritari de l'Homo sapiens.
L'antiguitat clàssica està dominada per l'influx de la civilització grecollatina, i de l'Imperi Romà sobre la resta d'Europa. La decadència de l'Imperi romà, l'aparició del cristianisme, i l'arribada de nous grups ètnics, va portar a la fragmentació política d'Europa. Després de la caiguda de l'Imperi romà d'Occident, Europa va començar un llarg període de canvis que inicien allò que historiadors i pensadors renaixentistes van anomenar l'«edat fosca». Algunes comunitats monàstiques aïllades així com Al-Àndalus van conservar i compilar els manuscrits i el coneixement de l'antiguitat. En aquest període, la part occidental de l'Imperi Romà va "renéixer", com el Sacre Imperi Romanogermànic, després conegut com a Sacre Imperi romanogermànic. L'Imperi Romà d'Orient no va decaure. El 1453, l'Imperi Otomà va conquerir la capital romana d'Orient, Constantinoble, i l'Imperi Romà d'Orient va deixar d'existir, llevat del petit estat de Trebisonda, que cauria el 1461.
Amb el Renaixement comença un període de descobriments, exploració i augment del coneixement científic. En el segle xv, Portugal va obrir l'era dels descobriments seguit de l'estat espanyol. Poc després se'ls van unir França, els Països Baixos, i Anglaterra, creant grans imperis colonials amb territoris a l'Àfrica, Amèrica i Àsia.
Després de l'era dels descobriments, els ideals democràtics van néixer a Europa, en especial a França, on es desenvoluparia una revolució transcendental que propagaria els ideals revolucionaris a tot arreu del continent. El naixement de la democràcia també va causar una major tensió dins Europa, a més de la tensió ja existent causada per la competència del Nou Món. Un dels conflictes més famosos de l'època foren les conquestes de Napoleó Bonaparte, formant un imperi que poc després es col·lapsaria. Encara que després d'aquests conflictes Europa s'estabilitzaria, els fonaments antics ja començaven a esfondrar-se.
La Revolució industrial va començar al Regne Unit les últimes dècades del segle xviii, amb un abandó gradual de l'agricultura cap a la indústria, amb un increment en la prosperitat general, així com en la població. Molts dels estats de l'Europa actual es van formar després de la Primera Guerra Mundial. Des de la fi de la Segona Guerra Mundial fins a la fi de la Guerra Freda Europa va estar dividida en dos blocs econòmics: les nacions comunistes de l'Europa oriental i els estats capitalistes del nord, sud i occident d'Europa. El bloc oriental es va desintegrar després de la caiguda del mur de Berlín.
La integració europea ha estat un tema en les relacions europees des de la fi de la Segona Guerra Mundial, i s'ha accelerat des de la fi de la Guerra Freda. La Unió Europea, successora de la Comunitat Europea, s'ha expandit dels sis membres originaris a 28 en l'actualitat. La possible admissió de Turquia encara és controvertible, ja que seria el primer país transcontinental amb una població predominantment musulmana. Xipre n'és membre, la qual cosa ha complicat les negociacions. La Unió Europea es va desenvolupar a partir d'una organització de comerç preferencial fins a convertir-se gairebé en una confederació en molts aspectes.

## Geografia

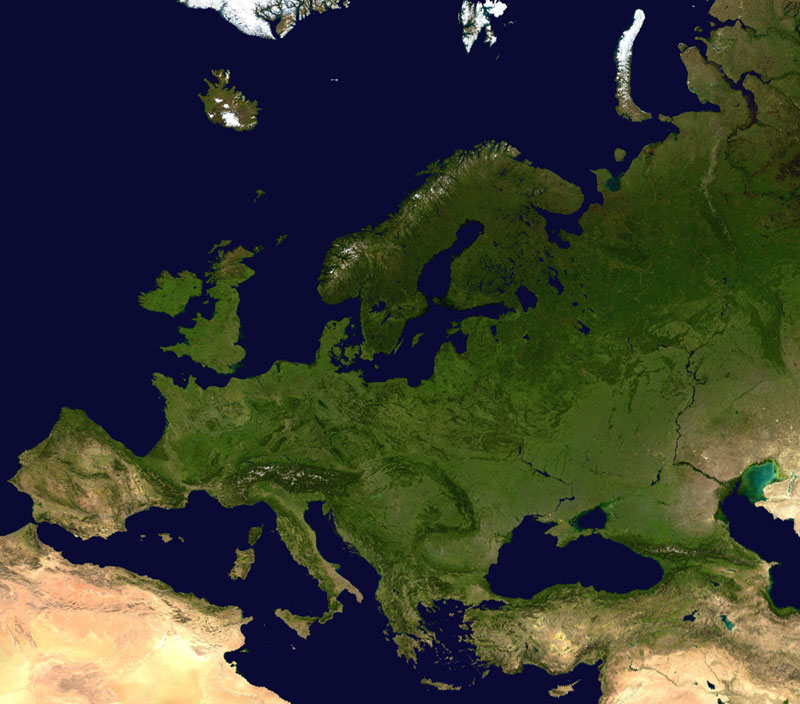
Imatge de satèl·lit del continent europeu

Europa està situada dins d'una zona temperada, entre els paral·lels 36° i 70° latitud nord. Es tracta d'un continent amb un gran component marí. De fet, cap altre continent no té tants quilòmetres de costes en proporció amb la seva massa terrestre.
Europa és el segon continent més petit del món, després d'Oceania; té una extensió de 10.359.358 km², la qual cosa representa el 7% de les terres emergides. En l'actualitat està compost per 49 estats, incloent-hi Rússia i Turquia, encara que la major part dels seus territoris siguen asiàtics. La seva distància màxima de nord a sud és de 4.300 km i d'est a oest de 5.600 km. Se situa en l'hemisferi Nord. Està unit a Àsia, configurant una enorme península dins del que es denomina Euràsia, i deu les seues característiques d'individualitat, a més des d'elements físics, a trets d'ordre històric i humà.
Limita amb el mar per tres dels quatre punts cardinals. A grans trets, amb l'oceà Àrtic al nord, l'oceà Atlàntic a l'oest i el mar Mediterrani al sud, la qual cosa evidencia una importantíssima influència oceànica donada la seua àmplia façana formada per quasi 38.000 km de costes, que, a més, és un dels seus trets físics més importants, determinant el clima en la major part del continent. L'est el seu límit és continental, i segons la major part dels geògrafs, el situen al peu oriental dels Urals fins a arribar al mar de Màrmara.

### Geologia
El continent es caracteritza també per tenir una gran part de terrenys massissos, però als quals es contraposa una part molt més articulada, composta per illes i penínsules. Les illes representen el 8% i les penínsules el 27% d'Europa. El contorn d'aquestes illes i penínsules és molt divers i accidentat per la gran extensió de les seues costes.
Geològicament, el continent europeu ha estat el resultat d'un llarg procés de transformació. Europa és una part de l'antic supercontinent Pangea. Els sistemes muntanyosos més destacats són els Pirineus, els Alps, els Apenins, els Balcans, els Carpats i els Alps escandinaus, i els Urals i el Caucas, fronterers amb Àsia. Els rius més importants són el Volga, el Danubi, el Dnièper, el Don, el Petxora, el Vístula, el Dnièster i el Rin. A Europa pertany la riba occidental de la mar Càspia, el llac més gran del món, i altres llacs d'extensió considerable, com el Làdoga i l'Onega.

### Clima
Europa té un clima mitjà temperat, moderat per la influència del corrent del Golf. Presenta tres grans zones climàtiques: el clima continental a l'interior, el clima atlàntic i el clima mediterrani, amb quatre estacions de l'any diferenciades (més al nord que al sud del continent). Les precipitacions prenen forma de neu a l'hivern en cotes de muntanya relativament baixes, i la temporada de pluges pot abastar diversos mesos, sense que arribin a grans quantitats de litres per metre quadrat per norma general. El relleu fa que es produeixin variacions climàtiques importants en un mateix dia en diversos països d'Europa.
El continent es pot dividir en quatre regions: Europa de l'Est, Europa del Nord, Europa del Sud i Europa Occidental.

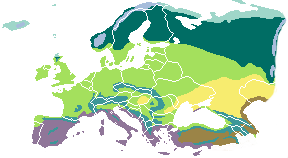
Biomes d'Europa i regions dels voltants:
tundra,
tundra alpina,
taigà,
bosc montà,
Bosc de fulla ampla temperat,
Bosc mediterrani,
Estepa temperada,
Estepa seca

El clima d'Europa és de naturalesa temperada i continental amb un clima marítim que predomina a les costes occidentals i un clima mediterrani al sud. El continent europeu és una zona temperada en la seva major part. El seu clima no sols varia de nord a sud sinó també d'oest a est a causa dels corrents d'aire polar marí i polar continental, i en menor mesura per les masses d'aire tropical marítim i tropical continental.
El clima europeu està fortament condicionat pel corrent del Golf, el qual escalfa la regió occidental europea a uns nivells molt més alts que en latituds similars en altres continents. L'Europa occidental és oceànica, mentre que l'Europa oriental és més continental i més àrida. A l'Europa occidental es distingeixen quatre estacions, mentre que l'Europa meridional té una estació seca i una estació humida. El sud d'Europa és calent i relativament sec durant els mesos d'estiu; aquesta aridesa augmenta cap al sud. La pluviometria europea més alta ocorre als Alps. Hi ha tornados i mànegues.

Gràfic del corrent del Golf i les seves branques

El clima d'Europa és suau comparat amb altres zones del món a la mateixa latitud, per la gran influència del corrent del Golf. Aquest corrent fa que Europa sigui més càlida i humida del que correspondria a la seva situació geogràfica. Les parts occidentals dels continents de la terra també són més càlides que les parts orientals.
Sobre el total anual, la pluviometria al llarg d'Europa és afavorida dins dels Alps i d'Eslovènia cap al sud en direcció a la costa occidental de Grècia. Hi ha un altre màxim de precipitació a l'oest de Geòrgia (Caucas), nord-oest de la península Ibèrica, oest de Gran Bretanya i oest de Noruega. Els vents de l'oest que predominen a Europa, en passar per grans masses d'aigua, originen aquests màxims pluviomètrics en arribar a les zones costaneres. Als Alps la major part de la precipitació cau entre març i novembre. A les zones de clima mediterrani d'Europa, l'estació més plujosa va, generalment, d'octubre a març. La pluja àcida afecta sobretot de Polònia a Escandinàvia.
Les temperatures hivernals generalment davallen de nord cap a sud i de les zones litorals cap a l'interior on es deixa sentir la continentalitat. Almeria, Alacant i Màlaga són les ciutats europees (de més de 100.000 habitants) amb un hivern més càlid. Sevilla és la ciutat europea amb els estius més càlids (temperatura mitjana de les màximes del mes de juliol de 35,3 °C).
La zona de vegetació més gran d'Europa, que divideix la meitat del continent des de l'Atlàntic fins als Urals, és un cinturó d'arbres de fulla caduca i coníferes: roures, arç, oms barrejats amb pins i avets.
Les regions àrtiques de l'Europa septentrional i els vessants superiors de les seves muntanyes més altes es caracteritzen per una vegetació de tundra, constituïda fonamentalment per líquens, arbusts i flors salvatges.
Les temperatures de l'interior de l'Europa septentrional, més suaus però encara fredes, creen un ambient favorable per al desenvolupament de coníferes com el pi, tot i que també hi ha bedolls i àlbers.
La major part de la gran plana europea està coberta de prats.
Ucraïna es caracteritza per l'estepa, una regió plana i seca amb herbes baixes.
Les terres que són prop del Mediterrani destaquen pels fruits d'alguns dels seus arbres i arbusts, especialment les olives, els cítrics, les figues i el raïm.

## Divisió política

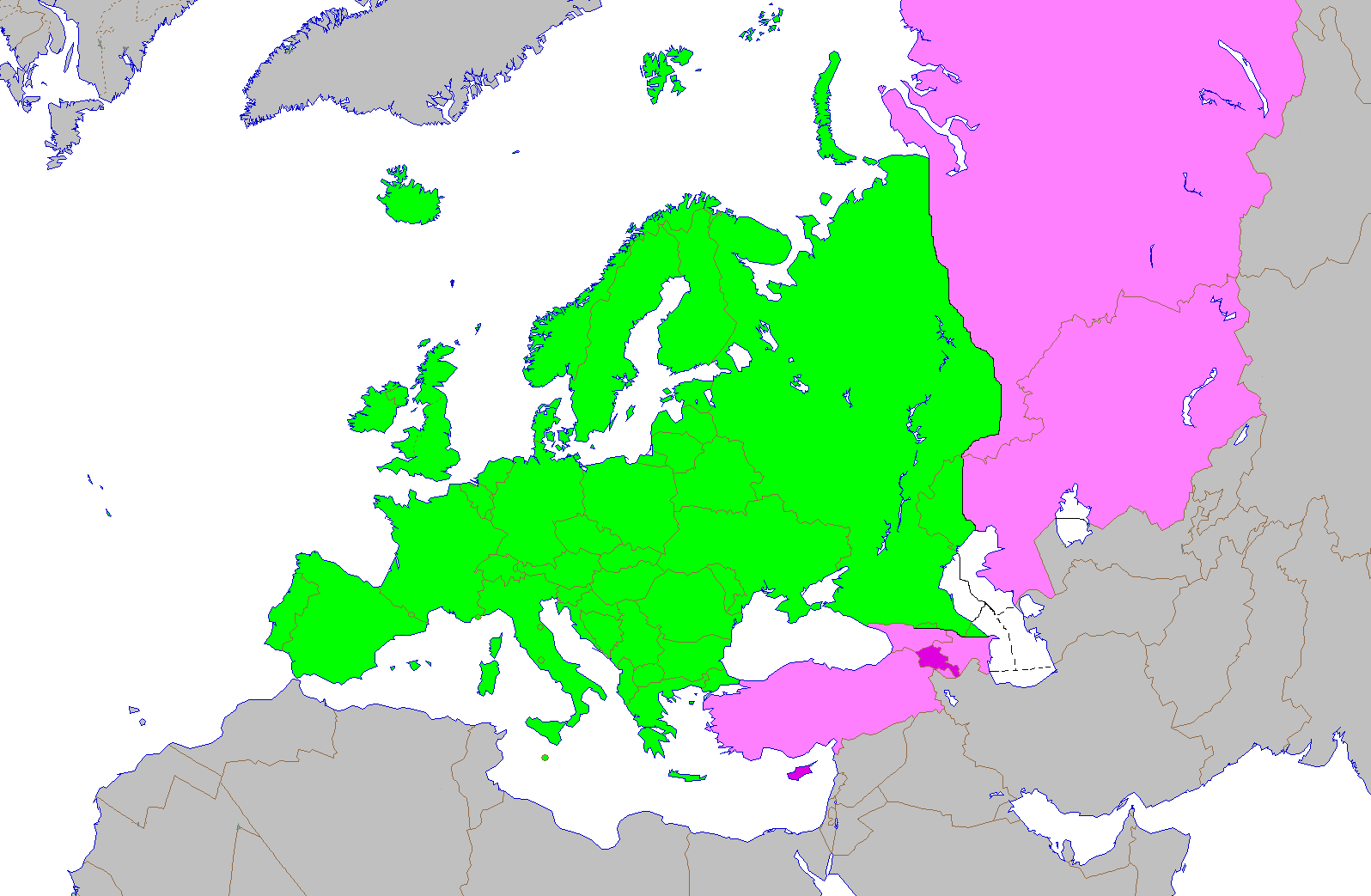
El que es considera Europa d'acord amb les convencions imperants i segons un punt de vista majoritari està pintat de verd en aquest mapa

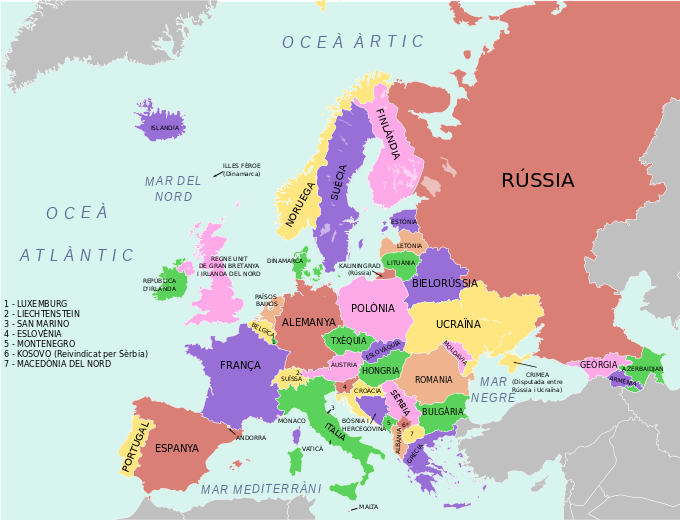
Divisió política d'Europa

Aquest apartat recull tots els estats europeus reconeguts actualment per l'ONU. No s'hi han llistat entitats subestatals, ni territoris no reconeguts oficialment, tot i que hi hagi algun conflicte de tipus nacional. Molts d'aquests estats formen part de la Unió Europea, una entitat supraestatal que promou el lliure intercanvi de persones i mercaderies entre els estats membres, i un procés de convergència social i econòmica.
|       | Nom de l'estat       | Superfície (km²) | Població       | Densitat de població (hab/km²) | Capital           |
| ----- | -------------------- | ---------------- | -------------- | ------------------------------ | ----------------- |
|       | Albània              | 28.748           | 2.876.591      | 98,5                           | Tirana            |
|       | Alemanya             | 357.168          | 82.800.000     | 232                            | Berlín            |
|       | Andorra              | 468              | 77.281         | 179,8                          | Andorra la Vella  |
|       | Armènia¹             | 29.743           | 2.924.816      | 101,5                          | Erevan            |
|       | Àustria              | 83.858           | 8.823.054      | 104                            | Viena             |
|       | Azerbaidjan²         | 86.600           | 9.911.646      | 113                            | Bakú              |
|       | Bèlgica              | 30.528           | 11.358.357     | 372,06                         | Brussel·les       |
|       | Belarús              | 207.560          | 9.504.700      | 45,8                           | Minsk             |
|       | Bòsnia i Hercegovina | 51.129           | 3.531.159      | 68,97                          | Sarajevo          |
|       | Bulgària             | 110.910          | 7.101.859      | 64,9                           | Sofia             |
|       | Croàcia              | 56.542           | 4.284.889      | 75,8                           | Zagreb            |
|       | Dinamarca            | 43.094           | 5.748.796      | 133,9                          | Copenhaguen       |
|       | Eslovènia            | 20.273           | 2.066.880      | 101,8                          | Ljubljana         |
|       | Eslovàquia           | 49.035           | 5.435.343      | 111,0                          | Bratislava        |
|       | Espanya              | 505.990          | 46.698.151     | 92                             | Madrid            |
|       | Estònia              | 45.226           | 1.319.133      | 28                             | Tallin            |
|       | Finlàndia            | 336.593          | 5.509.717      | 16                             | Hèlsinki          |
|       | França               | 547.030          | 67.186.638     | 116                            | París             |
|       | Geòrgia²             | 69.700           | 3.718.200      | 53,5                           | Tbilisi           |
|       | Grècia               | 131.957          | 10.768.477     | 82                             | Atenes            |
|       | Hongria              | 93.030           | 9.797.561      | 105,3                          | Budapest          |
|       | Islàndia             | 103.000          | 350.710        | 3,2                            | Reykjavík         |
|       | Irlanda              | 70.280           | 4.761.865      | 67,7                           | Dublín            |
|       | Itàlia               | 301.338          | 60.589.445     | 201,3                          | Roma              |
|       | Kazakhstan⁵          | 2.724.900        | 17.987.736     | 6,49                           | Nursultan         |
|       | Letònia              | 64.589           | 1.953.200      | 34,3                           | Riga              |
|       | Liechtenstein        | 160              | 38.111         | 227                            | Vaduz             |
|       | Lituània             | 65.300           | 2.988.400      | 45,8                           | Vilnius           |
|       | Luxemburg            | 2.586            | 602.005        | 233,7                          | Luxemburg         |
|       | Macedònia del Nord   | 25.713           | 2.103.721      | 80,1                           | Skopje            |
|       | Malta                | 316              | 445.426        | 1.410                          | La Valletta       |
|       | Moldàvia             | 33.846           | 4.434.547      | 131,0                          | Chișinău          |
|       | Mònaco               | 2,020            | 38.400         | 18.713                         | Mònaco            |
|       | Montenegro           | 13.812           | 642.550        | 45,0                           | Podgorica         |
|       | Noruega              | 385.203          | 5.295.619      | 14                             | Oslo              |
|       | Països Baixos        | 41.543           | 17.200.671     | 414,9                          | Amsterdam         |
|       | Polònia              | 312.685          | 38.422.346     | 123,5                          | Varsòvia          |
|       | Portugal             | 92.212           | 10.379.537     | 115                            | Lisboa            |
|       | República Txeca      | 78.866           | 10.610.947     | 134                            | Praga             |
|       | Romania              | 238.397          | 19.638.000     | 84,4                           | Bucarest          |
|       | Rússia3              | 17.098.246       | 144.526.636    | 8,4                            | Moscou            |
|       | San Marino           | 61,2             | 33.285         | 520                            | San Marino        |
|       | Sèrbia               | 88.361           | 7.040.272      | 91,1                           | Belgrad           |
|       | Suècia               | 450.295          | 10.151.588     | 225                            | Estocolm          |
|       | Suïssa               | 41.285           | 8.401.120      | 202                            | Berna             |
|       | Turquia4             | 783.356          | 80.810.525     | 105                            | Ankara            |
|       | Ucraïna              | 603.628          | 42.418.235     | 73,8                           | Kíev              |
|       | Regne Unit           | 244.820          | 65.648.100     | 270,7                          | Londres           |
|       | Xipre¹               | 9.251            | 1.170.125      | 123,4                          | Nicòsia           |
|       | Ciutat del Vaticà    | 0,44             | 1.000          | 2.272                          | Ciutat del Vaticà |
| Total | 50                   | 10.180.000[n]    | 742.000.000[n] | 73                             |                   |

¹ Xipre i Armènia estan situats geogràficament a Àsia, però es consideren part d'Europa per raons històriques i culturals.
² Geòrgia i Azerbaidjan tenen part del seu territori dins Europa, seguint les definicions que consideren com a frontera la principal divisòria d'aigües del Caucas.
3 Només els territoris situats a l'oest dels Urals són considerats part d'Europa.
4 La Turquia europea inclou els territoris a l'oest i nord de l'estret del Bòsfor.
⁵ Finalment, cal assenyalar que l'estat asiàtic del Kazakhstan té una petita part del seu territori a l'oest del riu Ural, raó per la qual es troba dins del continent europeu.

### Unió Europea

Bandera oficial de la Unió Europea

Aquesta secció tracta sobre la Unió Europea. Tanmateix, cal no confondre Europa (el continent) amb l'entitat geopolítica de la Unió Europea. Cal tenir en compte que estats com Moldàvia, Ucraïna, Belarús, una part de Rússia i de Geòrgia cauen plenament dins d'Europa, tot i no ser membres de la Unió Europea, igual que Noruega, Andorra i altres estats.
El motiu per a la fundació del que més tard seria la Unió Europea fou el desig de reconstruir Europa després dels tràgics esdeveniments de la Segona Guerra Mundial, i prevenir que Europa caigués víctima de la plaga de la guerra.
Per aconseguir aquest objectiu, la Unió Europea intenta crear una infraestructura que travessa les fronteres dels estats. Els estàndards harmonitzats creen un mercat més gran i eficient, perquè els estats membres poden crear una única unió duanera sense pèrdua de salut (econòmica) o seguretat. Per exemple, els estats en què la gent no pot posar-se mai d'acord a l'hora de menjar poden, això no obstant, arribar a acords sobre els estàndards d'etiquetatge i higiene.
El poder de la Unió Europea va més enllà de les seves fronteres, ja que, per vendre-hi, és útil seguir els seus estàndards (CE, conformité europeéne). Una vegada les fàbriques, grangers i mercaders d'un estat no membre compleixen la normativa, la gran part dels costos associats a l'entrada a la UE es veuen reduïts al mínim. Quan s'harmonitzen les lleis per convertir-se en un membre de ple dret es crea més benestar (en eliminar els costos duaners), invertint només mínimament en el canvi de les lleis.
En l'actualitat, la Unió Europea és un conjunt de 27 estats (gener de 2021), que mantenen entre si especials relacions econòmiques i polítiques de cooperació i integració.
Les especials relacions econòmiques es fonamenten en la llibertat de trànsit de mercaderies, treballadors i capitals, així com en l'establiment d'una moneda única, l'euro (€) per a tots els estats membres (la «zona euro»).
Les especials relacions polítiques es tradueixen en l'establiment d'un mateix ordenament jurídic, superior a les legislacions estatals; i en l'existència i funcionament dels seus propis organismes polítics i institucions, superiors als dels estats membres.
Tal com el canviant nom d'Unió Europea (de Comunitat Econòmica Europea a Comunitat Europea i finalment Unió Europea) suggereix, ha evolucionat amb el temps d'una unió primordialment econòmica fins a una unió cada cop més política. Aquesta tendència és visible principalment en el cada cop més gran nombre d'àrees de polítiques que recauen dins la UE: el poder polític s'ha dirigit en nombrosos camps dels estats membre cap a la UE. Aquesta visió de centralització cada cop més forta es contraresta amb dos fets. En primer lloc, alguns estats membres tenen una tradició domèstica de governs regionals forts. Això ha derivat cap a un enfocament més important de la política regional i les regions europees. Es va crear un comitè de les regions com a part del tractat de Maastricht.
A més a més, les polítiques que recauen en la UE cobreixen diferents formes de cooperació:
- Procés de decisió autònom: els estats membres han concedit a la comissió europea poder per prendre decisions en algunes àrees com a defensa de la competència, control de les ajudes estatals i liberalització.
- Harmonització: les lleis dels estats membres s'harmonitzen pel procés legislatiu comunitari, que involucra la comissió europea, el parlament europeu i el consell de ministres. La conseqüència és que la llei comunitària està cada cop més present dins dels sistemes legals dels estats membres.
- Cooperació: els estats membres, que es reuneixen en el consell de ministres, es posen d'acord a cooperar i coordinar les seves polítiques interiors.

La tensió entre la UE i els estats membres sobre les competències que els corresponen és una constant en el desenvolupament de la UE. Els instruments jurídics de la Unió Europea són:
- Reglament. És d'abast general, obligatori i directament aplicable.
- Directiva. Obliga els estats quant al resultat, però la forma i els mitjans són escollits pels estats membres.
- Decisió. És d'obligat compliment per l'estat destinatari.
- Recomanació i dictamen. No són vinculants.

Tots els estats membres han d'adaptar la seva legislació per acostar-la al marc legal comú europeu, conegut com a Acquis Communautaire.
La Unió Europea està integrada per 27 estats sobirans i independents, coneguts com a "estats membres": Àustria, Bèlgica, Croàcia, Dinamarca, Eslovàquia, Eslovènia, Espanya, Estònia, Finlàndia, França, Alemanya, Grècia, Hongria, la República d'Irlanda, Itàlia, Letònia, Lituània, Luxemburg, Malta, els Països Baixos, Polònia, Portugal, Suècia, la República Txeca, Xipre, Romania i Bulgària.
Hi ha set candidats oficials a integrar-s'hi: Albània, Bòsnia i Hercegovina, Macedònia del Nord, Moldàvia, Montenegro, Sèrbia, Ucraïna, i Turquia. El país balcànic occidental Kosovo (no tots els estats membres el reconeixen com a estat sobirà i independent separat de Sèrbia.) i Geòrgia també son reconeguts oficialment com a candidats potencials.
Per a unir-se a la Unió Europea, un estat ha de complir els criteris de Copenhaguen, definits en el Consell Europeu de Copenhaguen de 1993. Alguns requeriments són una democràcia estable que respecti els drets humans i l'estat de dret, una economia de mercat en funcionament amb la capacitat de competir dins la Unió Europea, i l'acceptació de les obligacions dels membres, inclosa la llei europea. L'avaluació del compliment dels criteris per un estat candidat és feta pel Consell Europeu. Hi ha hagut parts d'estats membres que han deixat la Unió per exemple Groenlàndia, territori de Dinamarca, en sortí el 1985. Des del tractat de Lisboa (2007), inclou un procediment formal per deixar la Unió per part d'un estat membre. Aquest procediment ha estat emprat pel Regne Unit (29 de març del 2017) i després d'un periode de negociació per deixar de formar part de la Unió Europea (1 de Febrer del 2020).
Quatre estats d'Europa occidental que han optat per no unir-se a la Unió Europea, tanmateix, estan integrats en l'economia de la Unió i compromesos amb les seves regulacions: Islàndia, Liechtenstein i Noruega —que formen un mercat comú amb l'Àrea Econòmica Europea— i Suïssa, que també ha signat tractats bilaterals similars. Els microestats europeus —Andorra, Mònaco, San Marino i la ciutat del Vaticà— han adoptat l'euro i han signat altres acords de cooperació. Els estats de l'Europa de l'Est exclosos de poder formar part de la Unió Europea són Belarús i Rússia.

### Unió monetària de la Unió Europea

Estats de la zona euro
Estats de la UE obligats a entrar a la zona euro
Estats de la UE amb una clàusula d'exempció de la zona euro
Estats no pertanyents a la UE que usen l'euro mitjançant un acord (Andorra, Mònaco, San Marino i el Vaticà).
Estats no pertanyents a la UE que usen l'euro sense haver-se adoptat cap acord (Akrotiri i Dekélia, Kosovo i Montenegro)

La creació de l'euro, moneda única als estats de la Unió Europea, es va convertir en un objectiu oficial el 1969. Tanmateix, no va ser sinó fins a la signatura del tractat de Maastricht el 1993 que els estats membres van obligar-se a crear una unió monetària, a tot tardar l'1 de gener de 1999. Aquest dia, l'euro va ser introduït en quinze dels estats membres de la Unió, tot i que els bitllets i monedes no van començar a circular fins a l'1 de gener de 2002, entre, aleshores, els dotze estats que van acceptar-les. El 2023, vint estats membres pertanyen a la unió monetària. Tots els altres estats membres, llevat de Dinamarca, estan obligats legalment a unir-se a la unió monetària tan bon punt compleixin les condicions econòmiques requerides, però pocs estats han fixat dates específiques per a fer-ho.

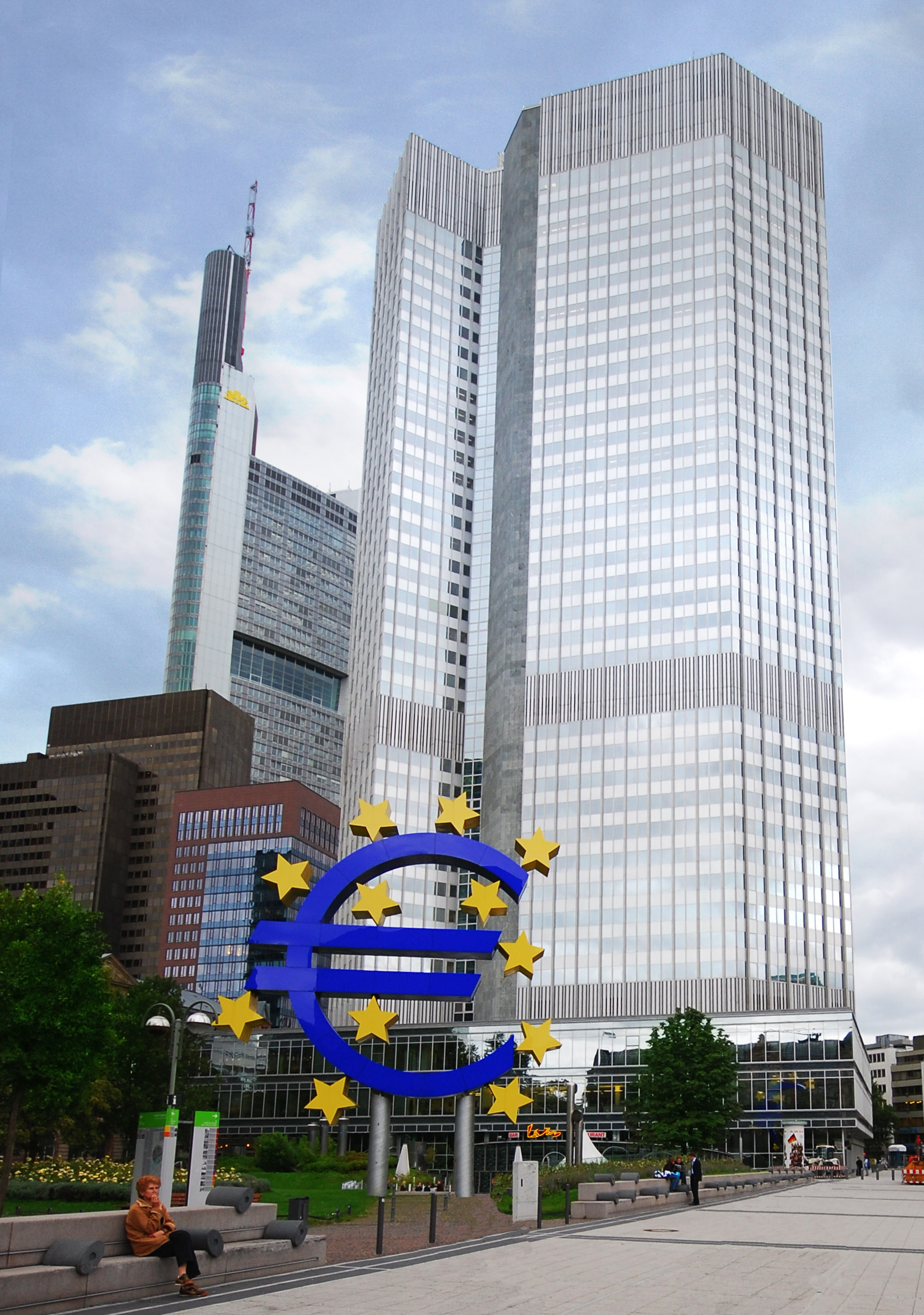
El Banc Central Europeu

L'euro, i les polítiques monetàries dels estats que l'han adoptat dins la Unió Europea, són controlades pel Banc Central Europeu. Encara hi ha set altres monedes en circulació en la Unió Europea. Per altra banda, altres estats no membres utilitzen la moneda oficialment o sense cap acord amb la Unió.
Hi ha 20 membres que formen la zona euro: Alemanya, Àustria, Bèlgica, Croàcia, Estònia, Eslovènia, Eslovàquia, Espanya, Finlàndia, França (excepte els territoris del Pacífic, que utilitzen el franc CFP), Grècia, Irlanda, Itàlia (excepte l'enclavament de Campione d'Itàlia, on circula el franc suís), Letònia, Lituània, Luxemburg, Malta, els Països Baixos (tret de les Antilles Neerlandeses, que tenen el florí de les Antilles Neerlandeses i d'Aruba, amb el florí d'Aruba), Portugal i Xipre.
D'aquests 20 membres actuals, el 1998 n'hi havia 11 que complien els criteris de convergència, cosa que va permetre la creació de la zona euro amb el llançament oficial de l'euro l'1 de gener del 1999. Grècia va assolir els criteris de convergència l'any 2000 i fou admesa en la zona euro l'1 de gener del 2001. Les monedes i els bitllets d'euro van començar a circular l'1 de gener del 2002. Posteriorment, van adoptar l'euro Eslovènia l'1 de gener del 2007, Malta i Xipre la mateixa data del 2008, Eslovàquia l'1 de gener del 2009, Estònia l'1 de gener del 2011, Letònia l'1 de gener del 2014 i Lituània l'1 de gener del 2015 i finalment Croàcia l'1 de gener del 2023.
El Banc Central Europeu és l'entitat responsable de la política monetària dels 20 estats.

## Demografia

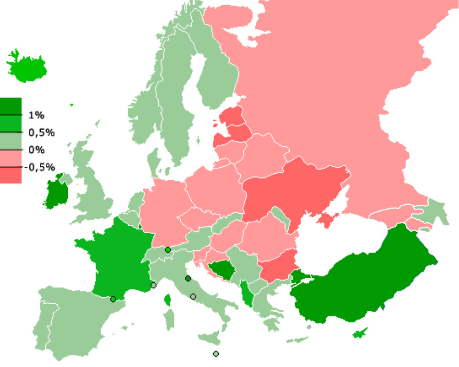
Augment/declivi de la població europea

Tenint en compte tot el continent europeu, i no solament dels estats membres de la Unió Europea, els temes actuals més importants citats pels científics experts en demografia europea són l'emigració de caràcter religiós, la immigració il·legal, les tensions ètniques, un decreixement marcat de la taxa de natalitat i una població envellida. En alguns estats, com ara la República d'Irlanda i Polònia, l'accés a l'avortament encara és limitat, mentre que s'ha estès per la resta dels estats. Tres estats (els Països Baixos, Bèlgica i Suïssa) han permès l'eutanàsia voluntària per a algunes persones amb malalties terminals.
El 2010 la població calculada d'Europa era de poc més de 738 milions d'habitants, d'acord amb les Nacions Unides, poc més d'una novena part de la població mundial. Fa un segle, Europa tenia gairebé el 25% de la població mundial. La població d'Europa, tot i que ha crescut durant els últims cent anys, ho ha fet en taxes molt menors que a la resta del món (en especial a l'Àfrica i l'Àsia). D'acord amb la projecció poblacional de l'ONU, la població d'Europa caurà a 674 milions el 2050 i serà al voltant del 7% de la població mundial.

### Genètica
El major d'haplogrups ADNmt a Europa és l'haplogrup H (45-50%-50). L'haplogrup H (ADNmt) és més comú en algunes parts del sud d'Europa (50-60%-60) que en qualsevol altra part del món.

### Llengües

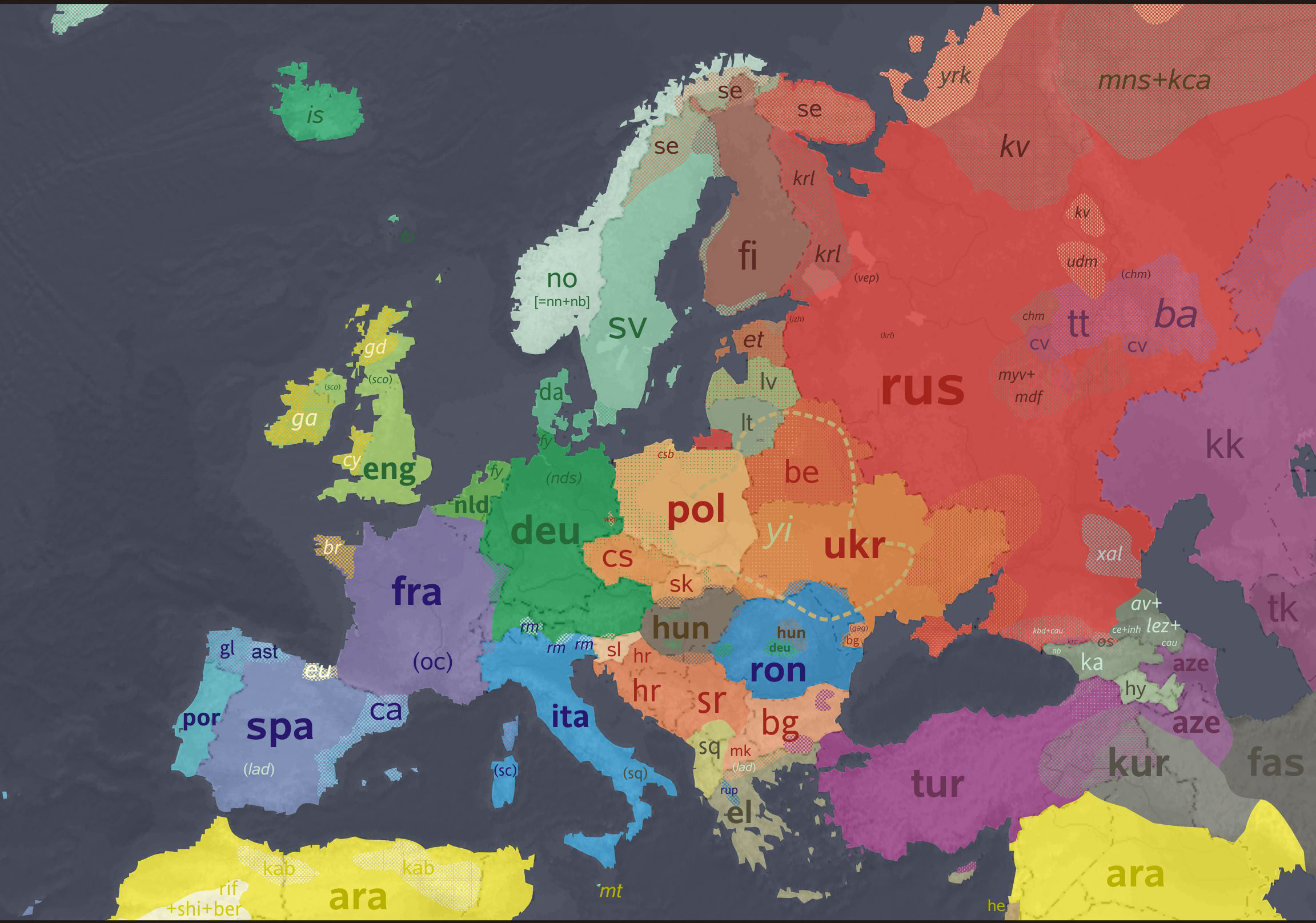
Mapa de les llengües d'Europa

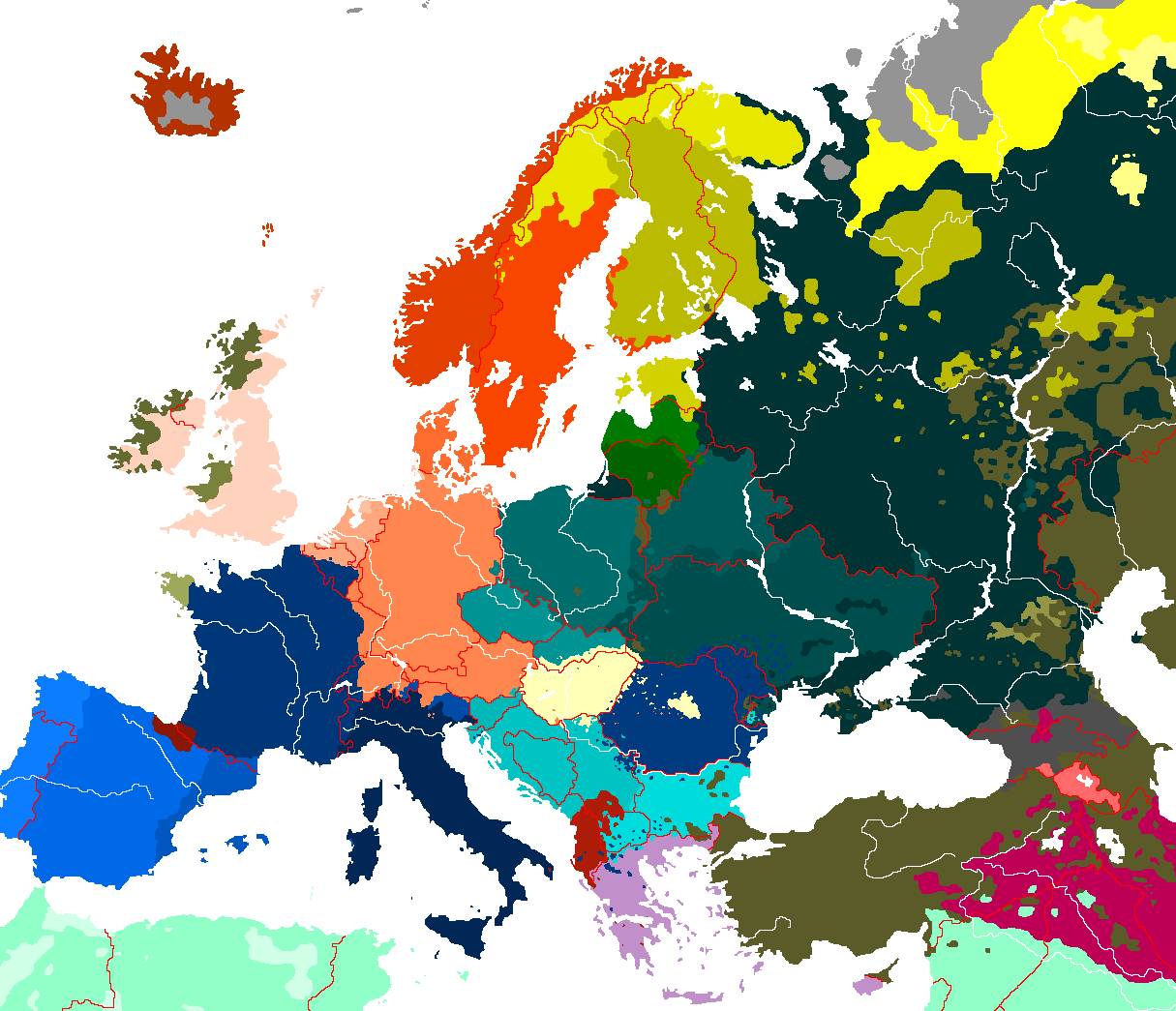
Distribució de llengües a Europa

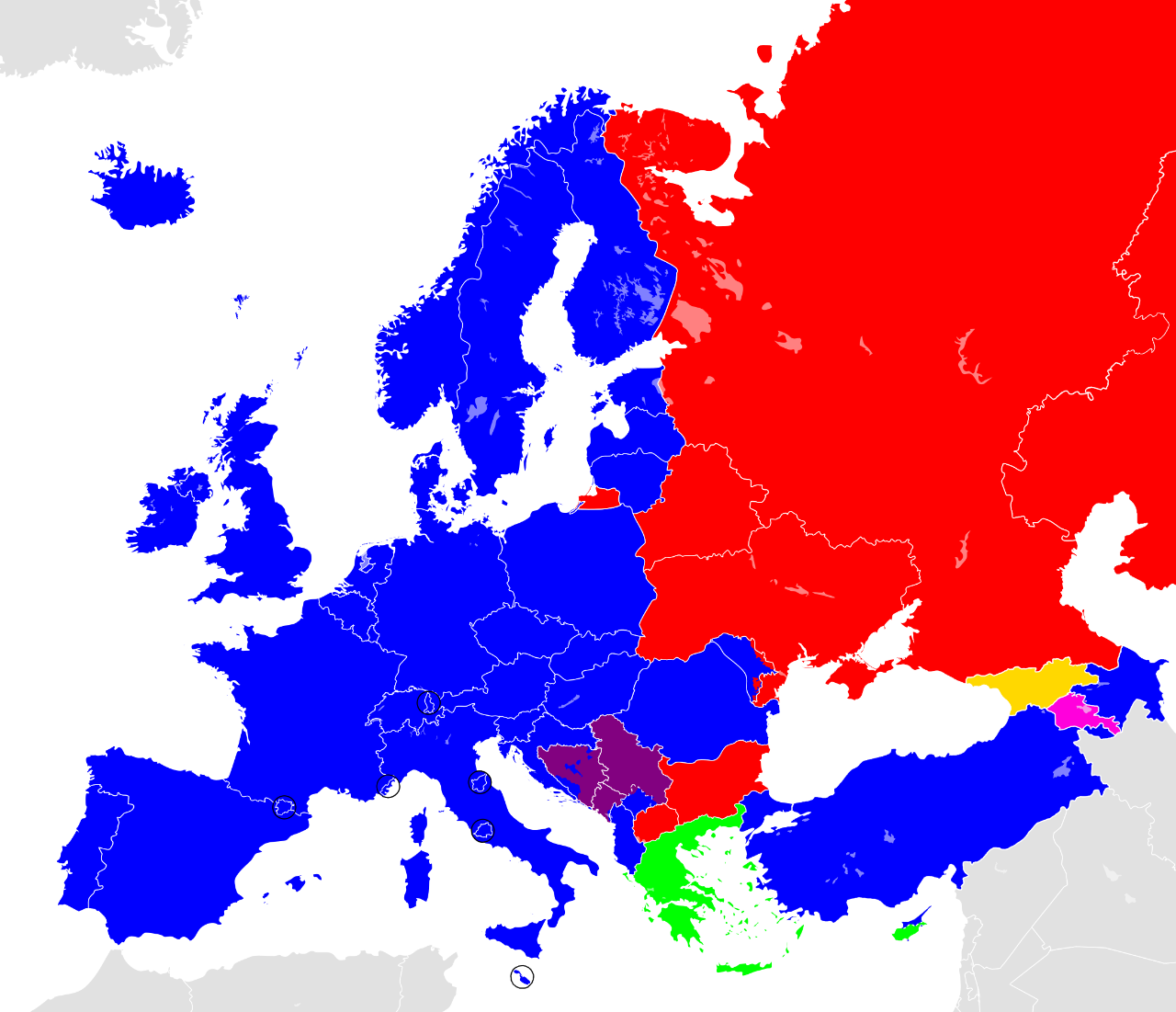
Les escriptures utilitzades a Europa:
alfabet llatí
alfabet ciríl·lic
alfabet grec
alfabet llatí i ciríl·lic
alfabet grec i llatí

Les llengües d'Europa són els idiomes parlats diàriament per les diferents comunitats establertes de manera permanent en el continent cultural i geogràfic europeu. L'estudi d'aquestes, el seu desenvolupament històric, els seus condicionants sociolingüístics i altres aspectes constitueixen en si mateix un camp de coneixement anomenat eurolingüística.
La gran majoria de les llengües europees es troben emparentades filogenèticament entre si, formant part de la família de llengües indoeuropees.
El Consell d'Europa, organització internacional que agrupa tots els estats europeus excepte Belarús, estimula la promoció de totes les llengües europees amb especial protecció de les llengües minoritzades, a través del tractat internacional denominat Carta Europea de les Llengües Regionals o Minoritàries. En aquesta, els estats que l'han ratificat defineixen els idiomes que es comprometen a protegir i en quin grau estan disposats a fer-ho.
La major part de les llengües d'Europa pertanyen a la superfamília indoeuropea. Tanmateix, n'hi ha excepcions notables, com ara l'hongarès, l'estonià, el finès i el sami, que pertanyen a les llengües uralianes; les diverses llengües caucàsiques i el basc, que no ha pogut ser emparentat amb cap altra llengua. Ultra les llengües dutes pels immigrants a les antigues grans potències colonials del continent, el maltès i el turc són dos exemples de llengües parlades a Europa que tenen un origen clarament no europeu. Del grup indoeuropeu es parlen les llengües llatines, procedents del llatí: aragonès, asturlleonès, català, castellà, francès, gallec, italià, ladí, occità, sard, romanès, portuguès i romanx.
De les llengües germàniques destaquen l'anglès, el neerlandès, l'alemany, el frisó, el suec, el danès, el noruec, l'islandès i el feroès.
De les llengües eslaves el bosnià, el búlgar, el rus, el polonès, el txec, l'eslovac, el belarús, l'ucraïnès, el sòrab, el serbi, l'eslovè, el croat i el macedònic.
De les llengües cèltiques es parlen l'irlandès, el gaèlic escocès, el gal·lès, el bretó, el còrnic i el manx.
De les bàltiques el letó i el lituà, i d'altres llengües indoeuropees cal destacar el grec, l'armeni i l'albanès.
Del grup de llengües ugrofineses es parlen el finès, el lapó, l'estonià i l'hongarès.
Del grup de les turcotàrtares, el turc i l'àzeri.
I d'altres llengües, com la basca, no es coneix cap altra llengua de la seva família; i llengües planificades o artificials, com l'esperanto (en tots els països europeus), l'ido, la interlingua i el volapük. Les deu llengües més parlades són el rus, l'alemany, el turc, el francès, l'anglès, l'espanyol, l'italià, el polonès, l'ucraïnès i el serbocroat. Tot i això, a Europa es parlen el 3% de totes les llengües del món, i és la regió continental habitada on menys llengües hi ha del món. Açò ocorre a causa de les normalitzacions de les llengües amb establiments antics de les gramàtiques i les minoritzacions de llengües planificades pels estats.

### Religió

- La creença en Déu supera el 70% a Malta, Turquia, Xipre, Romania, Grècia, Portugal i Polònia, seguides molt a prop d'Itàlia i Irlanda.
- L'ateisme només supera el 30% a Suècia, França i a la República Txeca, seguides de prop per Bèlgica, Estònia i els Països Baixos

La religió a Europa ha tingut una gran influència en l'art, la cultura i la filosofia d'aquest territori. La religió més antiga, entre les practicades actualment, amb més d'un mil·lenni i mig d'història és el cristianisme. Només tres estats a l'Europa del Sud-est tenen majoria musulmana, mentre que dos estats més amb majoria musulmana són en part dins el territori europeu, tot i que se solen localitzar a Àsia. Una altra religió minoritària rellevant és el judaisme.